# Heraclides de Tarent (metge)
Heraclides de Tarent (llatí: Heracleides, en grec antic: Ἡρακλείδης) va ser un metge grec nascut a Tarent, i anomenat per això Tarentinus. Era deixeble de Mànties, un metge que va viure al segle iii aC. Heraclides hauria viscut en aquell segle o potser al segle ii aC, una mica més tard que Apol·loni Empíric i Glàucies.
Pertanyia a l'escola empírica, i va escriure alguns llibres sobre medicina citats amb freqüència per Galè que l'elogia i diu que a les seves obres només havia escrit allò que coneixia per la seva pròpia experiència i que havien donat resultats. Va ser un dels primers a escriure un comentari sobre totes les obres d'Hipòcrates. Celi Aurelià i altres autors antics el citen també moltes vegades.